# 望加锡海峡
望加锡海峡（Makassar Strait），是加里曼丹岛以東和苏拉威西岛以西之间的海峡，北通西里伯斯海，南连爪哇海和弗洛勒斯海，全长约800公里，平均宽250公里。是印度尼西亚内海。两岸重要港口有巴厘巴板、望加锡等。